# Années de Pèlerinage
Années de Pèlerinage (francés: "años de peregrinaje"), S.160, S.161, S.163, es un conjunto de tres suites para piano solo (veintiséis piezas en total) compuestas por Franz Liszt. El estilo musical completo de Liszt es evidente en esta obra maestra, que varía entre virtuosos fuegos de artificio y conmovedoras y sinceras afirmaciones sentimentales. Se puede ver el desarrollo de su madurez musical a través de sus experiencias y sus viajes. El tercero de los libros es un ejemplo especialmente notable del estilo tardío de Liszt. Fue compuesto mucho tiempo después de los otros dos y en él se aprecia menos virtuosismo pero una mayor experimentación armónica. 

## Las suites

### Première Année: Suisse
El primero de los libros se titula, ya traducido del francés, Primer año: Suiza, y fue publicado en el año 1855. De él, los números 1, 2, 3, 4, 6, 8 y 9 son revisiones hechas por Liszt entre 1848 y 1854 de piezas que ya aparecían en el ciclo Album d'un voyageur ("Álbum de un viajero"), compuesto anteriormente, en 1835 y 1836 y publicado en 1842.
1. Chapelle de Guillaume Tell ("La capilla de Guillermo Tell")
2. Au Lac de Wallenstadt ("En el Wallenstadt")
3. Pastorale
4. Au Bord d'une Source ("Al lado de una fuente")
5. Orage ("Tormenta")
6. Vallée d'Obermann ("Valle de Obermann")
7. Eglogue
8. Le Mal du Pays ("Morriña")
9. Les cloches de Genève: Nocturne ("Las campanas de Ginebra: Nocturno")

### Deuxième Année: Italie

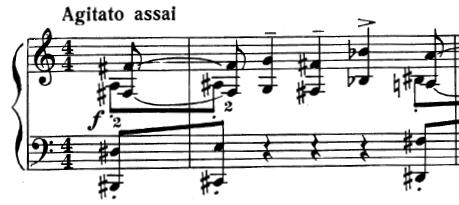
Inicio del Soneto de Petrarca 104.

El título del segundo libro, que se publicó en 1856, es Segundo año: Italia. Fue compuesto unos pocos años antes, entre 1837 y 1849. Tres de las piezas que contiene son revisiones de los Tre sonetti de Petrarca (Tres sonetos de Petrarca), que se habían compuesto de 1839 a 1846, año en que fueron publicados. 
1. Sposalizio (inspirado en Los desposorios de la Virgen, del pintor Rafael)
2. Il Penseroso (El pensador, una escultura de Miguel Ángel)
3. Canzonetta del Salvator Rosa ("Cancioncilla de Salvator Rosa")
4. Sonetto 47 del Petrarca
5. Sonetto 104 del Petrarca
6. Sonetto 123 del Petrarca
7. Après une Lecture de Dante: Fantasia Quasi Sonata ("Tras una lectura de Dante: Fantasía Quasi Sonata")

- Venezia e Napoli (Venecia y Nápoles) Es un suplemento al Segundo año: Italia que fue publicado en 1861, aunque se había compuesto dos años antes. Es, parcialmente, una revisión de un conjunto anterior (de 1840, aproximadamente) con el mismo nombre.

1. Gondoliera' (Canción del gondolero, basada en la canción "La Biondina in Gondoletta" de Giovanni Battista Peruchini)
2. Canzone (basada en la canción de gondoleros "Nessun Maggior Dolore" del Otello de Rossini)
3. Tarantella (sobre temas de Guglielmo Cottrau, (1797-1847))

### Troisième Année
El tercer y último de los libros lleva por título Tercer año. Fue publicado en el año 1883, casi treinta después de la publicación del segundo libro. Sus números 1, 2, 3, 4 y 7 fueron compuestos en 1877; la quinta pieza, en 1872; y la sexta, en 1867. 
1. Angelus! Prière aux Anges Gardiens (¡Ángelus! Oración a los Ángeles Guardianes (dedicada a su nieta Daniela von Bülow, primera hija de Hans von Bülow y Cósima Liszt).
2. Aux Cyprès de la Villa d'Este I: Thrénodie (A los cipreses de la Villa de Este I: Treno)
3. Aux Cyprès De La Villa d'Este II: Thrénodie
4. Les Jeux d'Eaux à la Villa d'Este (Las fuentes de Villa de Este)
5. Sunt Lacrymae Rerum/En Mode Hongrois (Hay lágrimas por cosas/Al modo húngaro; dedicada a Hans von Bülow).
6. Marche Funèbre (Marcha fúnebre, en memoria del emperador Maximiliano I de México)
7. Sursum Corda

## Estructura y presentación
Este ciclo se compone de tres años: el primero evoca a Suiza, los otros dos a Italia. Todas las piezas son de gran profundidad poética, y a menudo de inspiración literaria, en particular con referencias explícitas a Petrarca, Schiller, Byron o Dante. El 2 de mayo de 1832, Liszt escribió en una carta a uno de sus primeros alumnos, P. Wolf: “Desde hace dos semanas mi mente y mis dedos han estado trabajando como malditos: la Biblia, Platón, Locke, Byron, Hugo, Lamartine, Chateaubriand, Beethoven, Bach, Hummel, Mozart, Weber están a mi alrededor. Los estudio, los medito, los devoro con furia." Fue en este estado mental de fiebre intelectual y artística que escribió el ciclo Años de Peregrinaje. En el momento de su apasionado encuentro con Marie d'Agoult en 1833, el compositor ya estaba inmerso en esta búsqueda intelectual que "contenía en germen todas las disposiciones psíquicas que debían orientar a Liszt hacia la búsqueda del absoluto, por medio del amor, el arte y la religión." A la luz de estas múltiples aspiraciones se elaboraron las primeras piezas de los Años de Peregrinaje, cuyas distintas etapas hasta la versión final se prolongarían casi hasta el final de su vida.
Liszt y Marie d'Agoult se habían conocido en un concierto en un salón de la nobleza parisina. La condesa tenía entonces veintiocho años, el artista seis menos. A pesar de su diferente posición social, inmediatamente experimentan una violenta pasión recíproca. Por él, dejó a su marido, el conde Charles Louis Constant d'Agoult, quince años mayor que ella, en 1835. Después huyeron de Francia y llegaron a Ginebra el 21 de agosto de 1835. Liszt dirige allí la clase de piano del Conservatorio y actúa como artista internacional. De sus excursiones al azar como de sus lecturas, el compositor confiaba sus impresiones al piano; nacieron así 19 piezas destinadas a los tres cuadernos del Album d'un voyageur (1836) en países "consagrados por la historia y la poesía". Tras una severa selección, algunos de ellas constituyen el Primer Año de Peregrinaje: Suiza (1841), base de la edición definitiva de 1855. En el prólogo que aparece al comienzo de la primera edición (1841), Liszt define la estética de estas páginas en un texto que podría ser una carta de presentación del romanticismo musical, caracterizado por una proyección del artista en el universo para alcanzar el ideal absoluto al que aspira: "A medida que avanza la música instrumental, tiende a quedar marcada con esa idealidad que ha marcado la perfección de las artes plásticas, para convertirse ya no en una simple combinación de sonidos, sino en un lenguaje poético quizás más apto que la poesía misma para expresar todo aquello que, en nosotros, traspasa los horizontes acostumbrados, todo lo que escapa al análisis, todo lo que se adhiere a profundidades inaccesibles, deseos imperecederos, presentimientos infinitos. Es en esta convicción y en esta tendencia que emprendí la obra que publico hoy, dirigiéndome a unos pocos más que a la multitud, buscando no el éxito sino el sufragio del pequeño número de aquellos que conciben para el arte un destino diferente al de entretener horas vanas, y pedirle algo que no sea la distracción fútil de una diversión pasajera." Liszt aspira así a una comunión con las cosas que le rodean, para restaurar esta conciencia del universo que es a la vez dionisiaca y metafísica. La conquista del "yo" aparece así ligada a la nostalgia de un absoluto inaccesible.
Cada pieza de la colección lleva un epígrafe. Así, la Capilla de Guillermo Tell, solemne himno a la libertad, con su tema amplio, solemne y sereno, evoca la gloria del héroe con la mención de los versos de Schiller, “Uno para todos, todos para uno”. Concebida en el espíritu de lo nocturno, Au lac de Wallenstadt, sin embargo, destila una cierta alegría de vivir. La tercera pieza, Pastorale y Le Mal du pays tienen tintes más impresionistas. En Al borde de un manantial, hay un ensueño en el que se evoca a Schiller: “en un frescor murmurante comienzan los juegos de la joven”. Mientras que la pieza titulada Orage hace oír un grandioso desencadenamiento de octavas, Églogue es de inspiración francamente virgiliana. La Vallée d'Obermann, inspirada en la lectura de la obra de Senancour, refleja la posición del hombre en la naturaleza, y pasa del desencanto expresado por las armonías disonantes y las modulaciones en tonos lejanos al gozo incipiente para terminar en júbilo creciente. Con un sonido suntuoso, Les Cloches de Genève, la última pieza de la primera colección, está precedida por una cita de Byron: “No vivo en mí mismo, sino que me convierto en parte de lo que me rodea”. Esta pieza brilla con una intensa alegría de vivir.
Esta visión del mundo mezclada con la literatura, el arte y la filosofía se acentúa aún más en el Segundo Año: Italia. Tras regresar a Francia durante unos meses, los dos amantes, Liszt y Marie d'Agoult, reanudaron su peregrinaje a Italia, donde permanecieron desde 1837 hasta 1839, residiendo sucesivamente en Bellagio, Milán, Venecia, Lugano, Módena, Florencia, Bolonia y Roma. En este país, Liszt estaba particularmente fascinado y conmovido por las formas sublimes del arte, el culto a la belleza, el amor y la espiritualidad. Aparte de la Canzonetta de Salvator Rosa, que transcribe fielmente una canción popular, las piezas de esta segunda colección están inspiradas en el arte italiano. Las bodas de la Virgen de Rafael en Milán dieron origen a Sposalizio, cuya atmósfera solemne evoca un himno y un canto coral estilizado, y el Giuliano de' Medici de Miguel Ángel en Florencia inspiró Il Penseroso ("El pensador"). Los tres sonetos 47, 104 y 123 de Petrarca, originalmente escritos para voz y piano, notables por la sobriedad expresiva de la línea melódica y la riqueza de su armonía, crean una atmósfera musical contemplativa, casi mística en el espíritu del nocturno. Describen poéticamente una historia de amor, con sus altibajos. El subtítulo “Fantasia quasi Sonata” de Después de una lectura de Dante indica claramente que se trata de una amplia improvisación, cuya impetuosidad pone en juego todos los recursos sonoros del piano. Construida en forma de variación temática sobre un motivo cromático, es una de las páginas más fogosas y exuberantes de Liszt, que se inspiró sobre todo en dos temas de la Divina Comedia: la descripción de los tormentos infernales de los condenados y la historia de amor de Francesca da Rimini. Un suplemento a la colección italiana apareció en 1859 bajo el título Venezia e Napoli, que reúne tres evocaciones populares (compuestas en 1838-1839) en una escritura muy brillante: Gondoliera sobre un tema de Peruchini, Canzone sobre un motivo de Otello de Rossini y Tarentella inspirada en una canzone napolitana.
Con el tercer año, es otro estado mental, otro aspecto del hombre y del genio musical de Liszt lo que se escucha. Esta tercera colección fue reunida al final de su vida y reúne un cierto número de piezas dispersas, de carácter esencialmente religioso, que reflejan la serenidad finalmente conquistada por el compositor. La aventura con Marie d'Agoult había llegado a su fin en 1844, cuando ella regresó a París con los tres hijos que tuvo con él, heredando una inmensa fortuna. Posteriormente, Liszt conoció a la princesa Carolyne Sayn-Wittgenstein y se instaló en Weimar en 1848. En 1861, huyendo de la hostilidad a la que era sometido en esa ciudad, Liszt partió para reunirse con la princesa en Roma. Después de intentar sin éxito obtener el divorcio del Papa, Carolyne se separó de Liszt, quien ingresó en las órdenes menores en 1865. Sunt lacrymae rerum al modo húngaro, representa con una resignación que bordeaba la desesperación, su ruptura con la brillante vida de antaño, como un despedida de los amigos difuntos y los sueños del pasado. La Marcha Fúnebre en Memoria del Emperador de México Maximiliano I es una meditación sobre la muerte. Pero las obras más características son las escritas en la campiña romana. ¡Ángelus! (Oración a los ángeles custodios) y la pieza final, Sursum corda (“Levantad vuestros corazones”), motivo de la misa católica, son de una impresionante austeridad contemplativa y teatral, y fueron compuestas en Tivoli. En cuanto a las tres obras maestras de la colección, se inspiraron en la Villa d'Este: dos piezas tituladas Aux Cyprès de la Villa d'Este y Les Jeux d'eaux à la Villa d'Este. Los Cipreses parecen un ensueño en el que la llamada del amor divino y la del amor humano parecen oscilar. Con un estilo muy impresionista, Les Jeux d'eaux evoca el bautismo, porque la apertura del tema va acompañada de la promesa de San Juan: "Pero el agua que yo le daré se convertirá en él en una fuente de la que brotará la vida eterna." Se trata de los primeros Juegos de agua para piano, una idea que será retomada en particular por Maurice Ravel y Claude Debussy. Esta pieza es considerada una obra maestra para piano. Las dificultades de interpretación son numerosas: terceras staccato en arpegios y escalas, saltos, líneas paralelas rápidas, trémolos y trinos a dos manos. Los juegos de agua de Ravel se inspiraron en ella. Pero más allá del virtuosismo, esta última colección está marcada sobre todo por un lenguaje más despojado, un uso de recitativos y unísonos que recuerdan el espíritu de las monodias religiosas, que transmiten una impresión de serenidad, como un ascenso hacia la luz, que el joven Liszt ya parecía prever, como lo demuestra una carta escrita a su madre a los veinte años: “La vida terrena es sólo una enfermedad del alma, una excitación que mantienen las pasiones. El estado natural del alma es la quietud."

## Ediciones

### Grabaciones
Existen varias grabaciones de los conjuntos, de manera completa o incompleta.
Claudio Arrau (1ere Année: Suisse) 1928, 1969, 1989.
Claudio Arrau (2e Année: Italie) 1937, 1969, 1982, 1984.
Claudio Arrau (3e Année: Italie) 1928, 1969, 1983.
Jerome Rose (Suite completa, 1973).
Lázar Berman (Liszt: Années De Pèlerinage) (Deutsche Grammophon) 1977.
Aldo Ciccolini (Liszt: Les Années de pèlerinage) (EMI Classics) 2003.
Stephen Hough (Liszt: Années de pèlerinage - Suisse) (Hyperion Records) 2005.
Yoram Ish-Hurwitz (Liszt: Années de Pèlerinage, Première Année (Suisse)) (Turtle Records) 2004.
Yoram Ish-Hurwitz (Liszt: Années de Pèlerinage, Deuxième Année (Italie)) (Turtle Records) 2003.
Yoram Ish-Hurwitz (Liszt: Années de Pèlerinage, Troisième Année) (Turtle Records) 2004.
Leslie Howard (All 3 Années de Pèlerinage) 1995, 1996 y 1990 (Hyperion Records).
Tamás Vásáry (2e Année: Italie) (BBC music Magazine) grabado en 1986, publicado en mayo de 1997.
Jeffrey Swann (Suite completa, 1989) (akademia).

### Vídeo
Alfred Brendel (Deutsche Grammophon) DVD

### Publicaciones
Dover Publications ha editado una transcripción completa de las tres suites en un único volumen. En ella se incluye una apéndice de obras relacionadas, entre las que se pueden encontrar las versiones iniciales de las piezas que aparecen revisadas en los Années de pèlerinage. Por ejemplo, están Lyon, del primer libro de Album d'un voyageur; Apparitions; Tre sonetti del Petrarca y la versión original de Venezia e Napoli. 
En una sola vez, el editor estadounidense Schirmer Records publicó ediciones separadas de las suites, pero finalmente éstas ya no se publican.
La colección completa ha sido publicada también por Henle Verlag.